# Pest
Thomas Kronenes (n. 16 septembrie 1975), mai bine cunoscut sub numele de scenă Pest, a fost solistul vocal al formațiilor norvegiene de black metal Obtained Enslavement și Gorgoroth. În prezent Pest face parte din formațiile Blood Stained Dusk și Octagon.

## Biografie
Pest și-a început cariera muzicală în 1989, la vârsta de 14 ani. În acest an el împreună cu Døden și Torquemada au înființat formația de death metal Obtained Enslavement. În 1992 celor trei li s-a alăturat Heks, iar odată cu venirea acestuia formația și-a schimbat genul muzical din death metal în black metal.
În 1995 Pest s-a alăturat formației Gorgoroth, înlocuindu-l pe Hat care părăsise formația în cursul aceluiași an; doi ani mai târziu, în 1997, Pest a părăsit formația. În 2000 Pest s-a mutat în Statele Unite, iar Obtained Enslavement s-a desființat. În 2006 Pest a concertat alături de formația Blood Stained Dusk în cadrul festivalului Hellfire Manifest organizat în cinstea lui Dageth, fostul vocalist al formației care murise un an mai devreme într-un accident rutier; ulterior Pest s-a alăturat formației ca membru permanent. 
În 2008 Pest a revenit ca membru permanent în Gorgoroth, înlocuindu-l pe Gaahl. În 2012 Pest a fost concediat de către Infernus din cauza lipsei de implicare în turneul planificat să se desfășoare în America Latină.

## Discografie
cu Obtained Enslavement
- Obtained Enslavement (Demo) (1992)
- Out of the Crypts (Demo) (1993)
- Centuries of Sorrow (Album de studio) (1994)
- Witchcraft (Album de studio) (1997)
- Soulblight (Album de studio) (1998)
- The Shepherd and the Hounds of Hell (Album de studio) (2000)

cu Gorgoroth
- Antichrist (Album de studio) (1996)
- The Last Tormentor (EP) (1996)
- Under the Sign of Hell (Album de studio) (1997)
- Destroyer (Or About How to Philosophize with the Hammer) (Album de studio) (1998)
- Quantos Possunt ad Satanitatem Trahunt (Album de studio) (2009)
- Under the Sign of Hell 2011 (Album de studio) (2011)

cu Blood Stained Dusk
- Black Faith Inquisition (Album de studio) (2008)

cu Octagon
- The Lesion Kult (EP) (2011)